# Tversted Plantage
57°36′N 10°15′Ø / 57.600°N 10.250°Ø

Tversted Klitplantage eller bare Tversted Plantage under Nordjyllands Statsskovdistrikt ligger i bunden af Tannis Bugt og mellem landsbyerne Tversted og Skiveren, og den ligger dermed på den sydvestlige del af Skagen Odde, som er verdens største kompleks af odder. Man har adgang til plantagen fra landevejen mellem Hirtshals og Skagen, hvor et skilt på nordsiden viser mod "Tversted søer 2". Denne vej fører frem til en række p-pladser, hvoraf den såkaldte P1 er den egentlige hovedadgang. Herfra er der også vej for gående og cyklende til Østerklit Stokmølle.

## Landskabet
For ca. 7000 år siden begyndte den nordlige del af Danmark at hæve sig af havet. Derved opstod en række holme og revler på nordsiden af Vendsyssel, og den største af de nu hævede revler er Tversted Rimmer, der delte området i to fjordsystemer i jægerstenalderen. Plantagen står på dette landskab, som før i tiden var under konstant forandring. Det skiftevis voksede og blev nedbrudt, eller det blev dækket med sand, og det hele skyldes en kombination af landhævning, vindpåvirkning og vejrlig. Landskabet omkring Tversted Klitplantage kan derfor betragtes som et fossilt fjordsystem, der er blevet dækket af flyvesand.

## Plantagens historie
I slutningen af jægerstenalderen, dvs. i den periode man kalder ertebøllekulturen, har der været en række bopladser i den gamle fjord. Vest for plantagen har man fundet spor fra den ældre jernalder, og øst for plantagen lå der en skat fra vikingetiden.
Klitplantagen er den ældste af Nordjyllands plantager. Baggrunden er, at sandflugten var blevet så omfattende langs de nord- og vestjyske kyster i midten af det 19. århundrede, at det blev en national sag at få den standset. Derfor kom det på finansloven, at der skulle ydes støtte til at plante træer i klitterne langs kysterne. Der blev udpeget 3 forsøgsområder, og ejeren af herregården Nørre Elkær, P. Ring, stillede i 1853 en indlandsklit til rådighed for forsøget med at tilplantning. I dag ligger denne skov, Elkær Skov, syd for den egentlige Tversted Klitplantage. I 1858 indledte man tilplantningen af Tversted Klitplantage, men siden er plantagen blevet udvidet ad flere omgange til sin nuværende størrelse.

## Plantagen i nutiden
Skoven drives hovedsageligt naturnært. Det indebærer bl.a., at hjemmehørende træarter bliver anvendt i større omfang end tidligere. Naturlig foryngelse og flere forskellige træarter giver en mere varieret skov. Områder med Almindelig Bøg, Almindelig Ædelgran, Skovfyr, Stilk-Eg og Vorte-Birk er med til at give Tversted Klitplantage karakter af en egentlig skov.

## Eksterne links
- Skov- og Naturstyrelsen: Tversted Klitplantage (Vandretursfolder nr. 44)